# Ossey Dubic
Ossey Dubic est un artiste-peintre haïtien né le 22 décembre 1943 à Trois-Palmistes, village de Saint-Étienne, localité de Léogâne, et décédé le 31 mai 2014 dans sa résidence de Port-au-Prince.

## Biographie
Vers l'âge de vingt ans, Ossey est instituteur, s'essayant aux rudiments du dessin au crayon. Autodidacte, il parvient ainsi à dessiner des scènes très réussies sans suivre de cours.  En 1967, il passe à la peinture pour présenter ses œuvres au Centre d'Art Haïtien ( Musée d'art haïtien créé par Dewitt Peters en 1944 ). 
Atteignant une notoriété internationale, Ossey Dubic expose en Europe, en Asie, en Amérique et aux Antilles. L'artiste figure dans de nombreux ouvrages consacrés a la peinture haïtienne ; son œuvre est présente dans plusieurs galeries d'art, tout au long des cinq décennies de sa carrière de peintre.L'artiste a également été lecteur laïc à la Station Rédemption (de l'Eglise Episcopale d'Haïti ).
Marié à l'institutrice Marie Odette Beaucicault, Ossey vécut toute sa vie en famille et a eu 8 enfants, dont 5 fils qui sont tous peintres. 
Son fils, le peintre et illustrateur Pascal Dubic, s'est fait connaitre dans le monde pictural dans les années 2000 pour devenir l'un des jeunes espoirs de la peinture haïtienne. 
Son fils aîné, J.B. Baudelaire Dubic, est propriétaire et directeur général de Radio Horizon 2000, l'une des stations de radio les plus renommées d'Haïti.

## Œuvres
Ses premières œuvres picturales étaient constituées de personnages sur fond de paysages très colorés. Sa peinture s'apparente à la catégorie « peintres de l'espace haïtien » ou encore « école des paysagistes primitifs ».
Ossey peint toutefois des paysages très particuliers, sophistiqués, de couleurs nuancées, et parfois sa peinture se poursuit sur le côté du châssis.
« Ce que je peins, c'est ce que j'ai toujours vu là où j'ai grandi. Les paysans travaillant la terre, élèvent les animaux, les femmes portent les paniers, les hommes portent les macoutes (grands sacs paysans d'Haïti). J'essaie de me perfectionner en me spécialisant dans le paysage. Je trouve cela très beau. Il est très difficile de copier mon style, personne n'y arrive ».
Dans les années 1990, Ossey fut classé parmi les 10 plus grands peintres haïtiens, par la galerie Nader, et il fait partie de plusieurs autres classements de peintres haïtiens.